# Episodi di Terra ribelle (prima stagione)
La prima stagione della serie televisiva Terra ribelle viene trasmessa dal 17 ottobre al 9 novembre 2010 su Rai 1.
| nº | Titolo           | Prima TV Italia |
| -- | ---------------- | --------------- |
| 1  | Primo episodio   | 17 ottobre 2010 |
| 2  | Secondo episodio | 19 ottobre 2010 |
| 3  | Terzo episodio   | 24 ottobre 2010 |
| 4  | Quarto episodio  | 26 ottobre 2010 |
| 5  | Quinto episodio  | 2 novembre 2010 |
| 6  | Sesto episodio   | 7 novembre 2010 |
| 7  | Settimo episodio | 9 novembre 2010 |

## Primo episodio

### Trama
La storia inizia in una cupa Maremma dell'Italia Unita del 1876, soprannominata "terra ribelle", poiché non c'è molta legge tra uomini e tanti potenti toscani o maremmani sono illegali ed ignorano perfino le date, mentre i butteri, ovvero i contadini ed i mandriani del posto, sono, invece, onesti. I due ventenni Andrea Cristofani (Rodrigo Guirao Díaz) e Iacopo Vincenzi (Fabrizio Bucci) sono amici sin dall'infanzia a Montebuono di Sorano, ma di due diverse classi sociali: Andrea è un buttero, mentre Iacopo è il figlio ed erede di un ricco latifondista, Achille Vincenzi (Maurizio Mattioli). Tuttavia l'amicizia dei due ragazzi va ben oltre le differenze sociali e i due si sentono come fratelli.
La situazione cambia quando il padre di Iacopo decide che il figlio deve sposare la figlia del conte Giardini (Mattia Sbragia), caduto in banca rotta a causa del crollo della Banca Tiberina. Così facendo Vincenzi otterrebbe il titolo nobiliare di conte nonché le terre del Principe Marsili.
Quando il conte e le due figlie, la maggiore protettiva Luisa (Sabrina Garciarena), promessa sposa di Iacopo, e la minore umile e splendida Elena (Anna Favella), si recano in Maremma per incontrare la famiglia Vincenzi, vengono attaccati dalla banda del Lupo (Humberto Zurita), un ricercato e famigerato brigante, ma dal cuore d'oro. Andrea, che si trova nelle vicinanze poiché era andato a recuperare dei cavalli, riesce a mettere in fuga i banditi e a salvare Elena dalle grinfie del Lupo. Tra i due nasce subito qualcosa, è amore a prima vista.
Scortati da Andrea e da una scorta messa a disposizione da Vincenzi, il conte e le figlie giungono alla Roccaccia, dimora della famiglia di Iacopo, detta così, poiché costruita sulle rovine di un gruppo di case dell'ex-Granducato di Toscana, ma elegantissima dentro, come nuovo castello nobile. Luisa rimane affascinata dal futuro sposo, mentre quest'ultimo sembra interessato alla sorella Elena. Infatti Iacopo chiede al padre di poter scegliere la sua sposa tra le due sorelle, suscitando la gelosia di Andrea che ha intuito che l'amico ha messo gli occhi su Elena. Vincenzi, turbato dal buttero che sembra avere la gloria che spetterebbe al figlio, lo caccia dalla sua tenuta.
I conti Giardini, tornati a Firenze, ritornano ad occuparsi della vita quotidiana e delle feste di corte.
Elena, ricomincia a mettere gli occhi sopra i libri, ma, durante la lezione di medicina, non tutte le cose vanno per il verso giusto.
Infatti, Elena pur di frequentare l'università, si travestirà da uomo, poiché le donne non sono tenute a partecipare.
Purtroppo, a causa di un incidente, la vera identità della contessina verrà svelata e farà rimanere a bocca aperta il capitano Giachieri (Joaquín Berthold), il quale le farà la corte.
Intanto, il conte Giardini ha un colloquio con il Principe Marsili, uno dei nobili fiorentini, che gli affida il compito di scoprire cosa sia realmente successo a sua figlia Giulia, recatasi alla Roccaccia (prima sua tenuta di caccia) molti anni prima e poi scomparsa. Era stato trovato il suo mantello impigliato nelle canne di una palude, ma il corpo non era mai stato ritrovato, dato che Achille Vincenzi aveva fermato le ricerche, dicendo che Giulia si era suicidata affogandosi per un litigio con il padre, ma lasciando lo stesso in dubbio l'intelligente Principe Marsili.
Mentre Iacopo sembra indeciso su chi scegliere fra le due sorelle, Andrea parla con Maria (Ivana Lotito), una ragazza del popolo innamorata di lui, che cerca di baciarlo. Andrea la rifiuta, ma lei gli dice che non potrà mai avere una come Elena e che è meglio se se la toglie dalla testa.
Giardini e le figlie tornano in Maremma per la festa di fidanzamento, nella quale Iacopo annuncerà quale delle due ragazze vuole sposare. Elena e Andrea fanno una romantica gita a cavallo, che li porta fino a una chiesetta abbandonata, dove Andrea le dichiara il suo amore e la bacia. I due vengono interrotti da Iacopo, che riporta la giovane alla Roccaccia. Nel frattempo, la sorella Luisa, nota che il suo promesso sposo non la considera, dunque, pur di distogliere gli occhi di Iacopo su Elena, cercherà di convincere la contessina ad accettare la corte del capitano Giachieri, ma, Elena non sembra dargli retta. Durante la festa di fidanzamento, Andrea ed Elena si danno appuntamento alle stalle, ma quando la giovane si reca lì incontra Iacopo ubriaco, che cerca di violentarla. La ragazza viene salvata da Andrea, che intima Iacopo di lasciarla stare. Mentre i due stanno discutendo, giunge il padre di Iacopo, che, ubriaco anch'esso, rimprovera al figlio di non essere come lui lo desiderava. Iacopo in preda alla rabbia e sotto l'effetto del vino uccide il padre, accoltellandolo con un coltello che, nel corso degli anni, gli era stato regalato da Andrea. Luisa, che ha assistito alla scena, accorre e dice a Iacopo che se lui la sposerà lei è pronta a giurare che è stato Andrea ad uccidere Achille Vincenzi. Iacopo, sotto shock, accetta la proposta della ragazza e, quando tutti accorrono, Luisa accusa Andrea. Al giovane buttero non resta altro che scappare, dicendo a Maria di dire ad Elena che non è stato lui e che l'amerà per sempre.
- Ascolti Italia: Telespettatori 5.153.000 - share 20,00%[1]

## Secondo episodio
- Diretto da:
- Scritto da:

### Trama
Andrea è scappato da Montebuono, poiché accusato da Luisa e Iacopo dell'omicidio di Achille Vincenzi. Mentre Iacopo, Lucio (Fabián Mazzei), guardiacaccia del Vincenzi, e i Carabinieri cercano Andrea, Elena indaga sulla morte di Achille. La ragazza si reca al Convento delle Suore Cieche, dove si trova il corpo di Achille, per esaminarlo. Mentre si trova lì, una suora le dice che "Quell'uomo la teneva rinchiusa in una cella", ma Elena non capisce di chi stia parlando la donna, pur indicando una donna nel quadro molto somigliante a Giulia. Studiando accuratamente la ferita di Achille, Elena scopre che chi ha sferrato il colpo era sicuramente mancino e Andrea non lo è. Intanto Luisa e Iacopo cercano in tutti i modi di non far scoprire a nessuno la verità; la ragazza è sempre più innamorata di Iacopo, ma lui non ha occhi che per Elena. Tuttavia, Iacopo annuncia finalmente che ha deciso di sposare Luisa.
Andrea, che si è rifugiato nella foresta, è braccato incessantemente da Iacopo e dalle guardie. Sulla strada della fuga vede da lontano i suoi inseguitori e idea uno stratagemma per non farsi scoprire: mette sul suo cavallo uno spaventapasseri con addosso i suoi vestiti e il suo cappello, mentre lui si mette i vestiti del fantoccio. Il cavallo con lo spaventapasseri passa davanti a Iacopo, che inizia a sparare credendo che si tratti di Andrea, mentre il giovane passa dietro di loro indisturbato. Andrea, travestito da straccione, torna a Montebuono e si reca alla locanda, dove incontra Maria, che fa la cameriera e la prostituta, da quando suo padre l'ha venduta ai proprietari della locanda. Maria, sempre più innamorata di Andrea, lo nasconde nella cantina e quando lui le chiede se ha portato ad Elena il suo messaggio, lei gli dice che alla contessa non importa niente di un buttero. Cerca poi di sedurlo nuovamente, ma Andrea la respinge.
Il Lupo si reca alla locanda e informa i presenti di voler catturare Andrea e chiunque lo consegnerà ai Carabinieri sarà punito. Maria corre da Andrea a dirgli che deve scappare e lo nasconde in un carro che l'indomani partirà per Livorno. Il giorno della partenza, Maria raggiunge Andrea e gli dice che vuole partire con lui e gli confessa di avergli mentito e di non aver mai parlato con Elena. Grazie a una soffiata, Iacopo scopre che Andrea è nascosto in uno dei carri, ma la stessa soffiata l'hanno ricevuta anche gli uomini del Lupo e i Carabinieri, che riescono a catturare Andrea. Poiché Iacopo teme che Andrea possa raccontare ciò che è realmente accaduto a suo padre al processo, su consiglio di Luisa, paga il suo compagno di cella per ucciderlo, ma quando ciò fallisce, Iacopo si reca in carcere da Andrea e lo informa che se dirà la verità al processo potrebbe accadere qualcosa alla madre.
Intanto, il conte Giardini continua le sue indagini sulla morte della principessa Giulia Marsili e scopre una stanza segreta alla Roccaccia. In questa stanza, che somiglia molto più a una cella, il conte trova un disegno che raffigura il volto di una ragazza, probabilmente la principessa. Nel frattempo, anche Elena, accompagnata dalla madre di Andrea, si reca in carcere a trovare il giovane e lo supplica di dire la verità al processo. Nel far visita ad Andrea, Elena incontra il capitano Giachieri, il quale è sempre più innamorato della contessina, tanto da rinunciare ad un incarico in Aspromonte. L'obiettivo di Elena, però, è quello di trovare qualsiasi modo per scarcerare Andrea, proprio per questo motivo ha chiesto un colloquio con il capitano. Il giorno del processo Elena cerca di esporre le sue teorie sull'omicidio e parla al giudice delle sue scoperte, ma questi la deride, poiché le donne non potevano saperne nulla di medicina. Quando arriva il turno di Andrea di parlare, cede al ricatto di Iacopo e confessa l'omicidio, così da essere condannato alla ghigliottina.
Arriva il giorno dell'esecuzione, nella quale verranno decapitati sia Andrea sia il suo compagno di cella. Le teste dei due vengono coperte con un sacco nero e il primo a dover subire la pena è Andrea. Il suo compagno di cella si offre, in segreto, di prendere il suo posto e quindi va per primo. Nessuno se ne accorge, per via dei sacchi sui volti, e l'uomo viene decapitato. Mentre stanno per decapitare il secondo condannato, arriva un messaggio dal Re d'Italia con il quale veniva deciso di abolire la pena di morte, precedentemente reinserita e dubitata nel Regno d'Italia. Quando scoprono il volto del giovane, tutti sono sollevati nel vedere che Andrea è ancora vivo, tranne Iacopo e Luisa. Andrea ed Elena si dichiarano una seconda volta il loro amore, ma Andrea viene portato via, poiché gli spetta l'ergastolo e una condanna ai lavori forzati.
- Ascolti Italia: Telespettatori 5.727.000 - share 20,63%[2]

## Terzo episodio
- Diretto da:
- Scritto da:

### Trama
Andrea, condannato ai lavori forzati a vita, in una cava, progetta di evadere. Intanto Iacopo si sta avvicinando sempre di più ad Elena, tanto che le chiede di perdonarlo per essersi comportato come un animale, ma la ragazza non cede alle lusinghe del giovane, ancora troppo presa da Andrea. Luisa, pur di allontanare Iacopo da Elena, vorrebbe convincere la sorella ad accettare la corte del capitano Giachieri. Nel frangente, si svolge il matrimonio di Luisa e Iacopo, al quale è presente il capitano Giachieri. Il giovane carabiniere, non esita un momento a confessare tutto il suo amore ad Elena, sino ad arrivare a chiederle la mano, ma, la ragazza non vuole rispondere, poiché, è ancora innamorata di Andrea e non vorrebbe deludere il capitano, accettando la sua proposta. Luisa è gelosa del rapporto che si sta instaurando tra il marito e la sorella e le intima di stare lontano da Iacopo. Cerca anche di consolidare il legame con Iacopo, chiedendogli un figlio, che secondo lei lo aiuterà ad amarla e potranno così essere una vera famiglia felice. Il giovane rifiuta, sempre più innamorato di Elena. La ragazza inizia a lavorare presso l'ambulatorio del dottor Tonali (Alessandro Bertolucci) per aiutarlo nella lotta quotidiana contro la malaria. Grazie a Iacopo ricevono una quantità di Chinino necessaria per combattere la malattia. Elena crede che il giovane voglia aiutare il popolo, mentre lui cerca solo di essere gentile e di far colpo sulla contessina.
Nel frattempo, il Lupo ruba una mandria appartenente al Vincenzi e, quando i mandriani tornano ad avvertire Lucio dell'accaduto, egli si mostra risoluto nel voler mettere fine alla rivalità che c'è tra lui e il Lupo. Il conte Giardini continua le indagini sulla principessa Giulia Marsili e al Convento delle Suore Cieche scopre che la principessa aveva chiesto asilo in quel luogo dopo essere scappata dalla Roccaccia. Scopre anche il progetto che Achille Vincenzi aveva prima di morire e cioè quello di costruire una ferrovia che passasse per le sue terre e portasse carne direttamente alla capitale. Il progetto rischia di andare in frantumi, poiché Iacopo non vuole distruggere le terre che tanto ama. Il conte minaccia Lucio di raccontare tutto al principe Marsili.
Il Dottor Tonali, alla locanda, si accorge che Maria presenta evidenti segni di una malattia sul corpo e le chiede di recarsi all'ambulatorio per una visita. Quando la giovane va dal Dottore i due si baciano, ma lui fugge. Luisa, intanto, caccia la vedova Cristofani Giovanna (Elvira Villarino), la madre di Andrea, dalla Roccaccia, dicendo che sta diventando vecchia e malata e non può più lavorare. Giovanna va da Tonali per farsi visitare, ma quando vede Elena scappa via, dicendole che è colpa sua se suo figlio è ridotto ai lavori forzati. Grazie all'aiuto di Iacopo, Elena e Giovanna riescono a recarsi alla cava dove lavora Andrea per incontrarlo. Andrea chiede ad Elena di portare via sua madre e le promette che se ne andrà da lì e che lei verrà con lui. Iacopo allontana Elena, dicendo ad Andrea che la ragazza ormai è sua.
Una tragedia sconvolge la Roccaccia: il conte Giardini viene trovato senza vita nell'Arno. Elena e Luisa sono distrutte. Mentre Luisa rimane alla Roccaccia, Elena torna a Firenze e incontra il Capitano Giachieri, il quale fa vedere alla ragazza il cadavere del padre, che secondo i carabinieri è morto per suicidio. Questa teoria, però, non convince Elena, che decide di procedere con l'autopsia. La contessa, fa visita al principe Marsili, che le racconta ciò che suo padre stava facendo per lui ed Elena si offre di continuare le ricerche. Tornata a Montebuono, l'attende una lieta notizia: Luisa sostiene di aspettare un figlio da Iacopo. Andrea riesce ad evadere, approfittando di un momento di confusione. Viene inseguito dai poliziotti e, quando il giovane si rifugia nella palude, viene scoperto. I Carabinieri sparano e la sua giacca macchiata di sangue viene ritrovata nell'acqua. Tutti credono che Andrea sia morto, mentre il ragazzo è riuscito a salvarsi.
Elena legge sul giornale che Andrea è morto e si dispera. Andrea viene catturato e portato al nascondiglio Grifalco dalla banda del Lupo, che vuole vendicarsi per la ferita che lui gli ha inferto durante l'assalto alla carrozza del conte Giardini. Il Lupo lo appende per i piedi a testa in giù. Sta per ucciderlo quando vede una cicatrice che il ragazzo ha sul petto. Gli chiede chi è sua madre e, dopo aver ricevuto la risposta, lo libera inaspettatamente.
- Ascolti Italia: Telespettatori 5.736.000 - share 22,19%[3]

## Quarto episodio
- Diretto da:
- Scritto da:

### Trama
Iacopo è sempre più preoccupato per ciò che stanno combinando i briganti, che continuano a sottrargli le bestie nelle sue terre. Su consiglio di Luisa, Iacopo e Lucio bruciano le capanne dei contadini e pastori che riforniscono i briganti e uccidono alcuni di loro, lasciandoli in preda alla disperazione. Quando in paese si viene a sapere di ciò che è successo, Elena è disgustata dal comportamento di Iacopo. Il giovane le rivela ciò che veramente prova per lei, dicendole che l'ama. Elena decide di lasciare la Roccaccia e va a vivere a casa della maestra Fiorella Cordelli (Sarah Maestri), informando Iacopo del fatto che lei sa chi sia il vero assassino di Achille Vincenzi. L'ingegner Hoffman (Ralph Palka) le riporta la collana che la ragazza aveva donato ad Andrea e che l'uomo ha ritrovato alla Croce. Elena è sempre più convinta che Andrea sia vivo.
Andrea, intanto, viene tenuto prigioniero dal Lupo, che gli risparmia la vita e gli promette che se supererà le prove diventerà uno di loro. I briganti vengono attaccati da Iacopo e Lucio, che chiamano i butteri in soccorso, tra i quali c'è anche Antonio, che per Andrea è stato come un padre. Il Lupo uccide molti dei mandriani e, quando sta per far fuori anche Antonio, Andrea gli grida di scappare e prega il brigante di risparmiarlo. Antonio scappa per mettersi in salvo, sbalordito dal fatto che Andrea sia ancora vivo. Il Lupo decide che Andrea è pronto ad entrare nella banda e lo istruisce, insegnandogli tutti i trucchi del mestiere. Gli parla anche della "pallottola perfetta", un colpo più veloce e potente di ogni altro, che si può sparare solo una volta e quando ce n'è veramente bisogno, perché c'è il rischio che possa esploderti in canna. Gli promette che un giorno gli insegnerà a prepararlo.
Antonio racconta ad Elena che Andrea è vivo e la giovane lo prega di portare un messaggio ad Andrea, dicendogli di incontrarla la sera stessa in chiesa. Il giovane riceve il messaggio, ma per una sfortunata coincidenza, non riesce a raggiungere Elena in tempo. Si reca comunque alla chiesa, dove si addormenta. I due riescono ad incontrarsi e si abbracciano e baciano con passione. Elena gli chiede di scappare assieme, ma Andrea non vuole, perché vuole vendicarsi di Iacopo e rendersi giustizia. Il giovane, poi, se ne va. Il dottor Tonali, intanto, è sempre più innamorato di Maria e offre al Tacca (Carlos Kaspar) dei soldi per liberare Maria. La ragazza, però, non vuole seguirlo, poiché non vuole che il dottore abbia accanto a sé una prostituta come lei. Elena scrive una lettera al principe Marsili per chiedere un colloquio e spiegargli come realmente stanno le cose riguardanti l'assassinio del Vincenzi. La lettera viene intercettata da Lucio, che la consegna a Luisa durante uno dei loro incontri, dato che i due sono diventati amanti.
Giovanna, nel frattempo, è molto malata e sta per morire. Iacopo è sicuro che Andrea andrà a trovare la madre prima che muoia e gli tende una trappola assieme a Lucio. Andrea riesce a non farsi scoprire coprendosi con una pelle di pecora e confondendosi in un gregge. Raggiunge la madre che, poco prima di morire, gli confessa di non essere la sua madre biologica, ma che lo ha trovato davanti alla porta di casa sua e lo ha allevato come un figlio. Detto ciò, muore. Andrea esce dalla casa e raggiunge il Lupo, che lo ha accompagnato. Lucio li sorprende, ma grazie ad Antonio, che lo disarma, riescono a scappare. Purtroppo, Antonio viene ucciso da Iacopo, che gli spara tra colpi alla schiena. Lucio e Iacopo si gettano all'inseguimento dei due attraverso la palude, ma mentre Iacopo vorrebbe andare avanti, spinto dall'odio verso Andrea, Lucio gli consiglia di tornare indietro. A Montebuono, Iacopo va a casa della maestra Cordelli e, nella notte, va nella stanza di Elena e la violenta.
Elena è distrutta e vuole suicidarsi, gettandosi da una rupe, ma poi ci ripensa. Luisa parla con Elena, che le confessa ciò che Iacopo le ha fatto e la sorella le dice che non può credere di essersi fidata così ciecamente di lui e che l'indomani se ne andranno insieme dalla Roccaccia. Andrea, nel frattempo, scopre qualcosa di più sul Lupo e sulla rivalità tra lui e Lucio: i due si erano innamorati della stessa donna, la principessa Giulia, che viveva alla Roccaccia e da allora sono nemici giurati. Il Lupo gli insegna anche a preparare la sua "pallottola perfetta", che Andrea è intenzionato a riservare a Iacopo. Quando Elena dice a Iacopo che lei e la sorella se ne andranno, Luisa le tende una trappola e la rinchiude nella sua camera. Iacopo verrebbe liberarla, ma viene minacciato da Lucio. Il giovane Vincenzi capisce finalmente ciò che realmente sta accadendo tra il guardiacaccia e la moglie.
- Ascolti Italia: Telespettatori 6.692.000 - share 23.53%[4]

## Quinto episodio
- Diretto da:
- Scritto da:

### Trama
Elena è ancora prigioniera nella sua stanza della Roccaccia, tenuta in costante osservazione da Luisa. Gina (Silvia Kalfaian), la dama di compagnia della contessa, parla con Luisa, che le comunica che Elena vuole entrare in convento. La donna non le crede e prova a parlare con la contessina. Luisa la sorprende che bussa alla porta della camera di Elena e dice a Lucio di eliminarla. Intanto, Zifolo, un bambino appena orfano, che, per cavalcare da buttero, nasconde la sua vera identità di femmina, scappa aiutato dalla maestra Cordelli, per evitare di essere portato all'orfanotrofio. Si reca nella foresta a nascondersi e cade in una delle trappole di Andrea. Il giovane, che già lo conosceva, lo porta con sé dal Lupo, che decide di tenerlo assieme a loro. Poi Zifolo comunica ad Andrea la notizia del ritiro in convento di Elena.
Il Lupo si reca da Angiolina, la perpetua di Don Serafino, parroco di Montebuono, nonché sua amante, per scoprire se Elena ha davvero deciso di farsi monaca. Lei glielo conferma e dice che tutti in paese lo sanno. In realtà è tutta un'invenzione di Luisa, che vuole rinchiudere in convento la sorella. Iacopo, intanto, si reca nella stanza di Elena e cerca di metterle le mani addosso nuovamente. La ragazza lo minaccia, dicendo che se non se andrà subito si taglierà la gola, uccidendosi. Il ragazzo rinuncia e la informa che l'indomani entrerà in convento e che lui e Luisa l'accompagneranno. Andrea vuole escogitare un piano per rapire Elena, contando sull'appoggio del Lupo. Gli altri briganti, soprattutto Fumetta, che è anche la spia di Iacopo tra i briganti, non sono contenti di rischiare la pelle per salvare la donna di Andrea.
L'agguato alla carrozza ha successo ed Elena viene portata da Andrea al covo dei briganti, sotto lo sguardo incredulo della sorella e di Iacopo. Tuttavia, Elena sembra fredda e diversa da come Andrea la ricordava. Alla fine scopre ciò che Iacopo le ha fatto e che lei non riesce ad essere toccata senza avere paura. Nel frattempo, in Maremma arrivano i Carabinieri, guidati dal Capitano Giachieri (Joaquín Berthold), con l'ordine di riportare la legge nelle terre maremmane. Ciò porta alcuni tra i briganti del Lupo a voler abbandonare la vita da ricercati e a tornare in paese. Quando se ne vanno, vengono sorpresi da Iacopo, Lucio e dai loro uomini che li uccidono, in un massacro senza pietà.
L'uccisione dei compagni induce il Lupo e la parte di banda rimasta a cambiare nascondiglio e trovano rifugio in una grotta di pietra su una montagna, cacciando cervi di nascosto sempre di più dagli altri uomini e dai carabinieri. Andrea ed Elena ritrovano la loro affinità e, in riva a una cascata, fanno l'amore per la prima volta. Nel frattempo, alla Roccaccia si festeggia l'inizio dei lavori di costruzione della ferrovia(che renderà la Maremma una terra stabile collegata con le altre) progettata da Achille Vincenzi e dal parlamentare Duran (il quale, per fare la ferrovia, è però stato lui a far crollare la Banca Tiberina, una volta alleatosi col defunto padron Vincenzi, per far sposare il figlio Iacopo con la figlia di uno delle vittime del crollo, il Conte Giardini, perché Achille voleva essere nobile, e poi ha ucciso il Conte Giardini, per non farsi scoprire insieme ad Achille, anche se morto, su qualcosa riguardo alla principessa Giulia). Durante la notte, Elena si accorge che Zifolo ha la febbre alta e prega Andrea di portarlo in paese e farlo curare. Con l'aiuto di Maria, riesce a eludere la sorveglianza dei Carabinieri e a portarlo da Tonali. Tornato al nascondiglio, Elena gli chiede di sposarla. Il Lupo vuole aiutare i due giovani a sposarsi, ma gli altri briganti si rifiutano di seguirlo nella missione.
Il giorno seguente, Andrea, Elena e il Lupo si recano da Don Serafino, che deve celebrare il matrimonio. Fumetta ha avvertito Iacopo e Lucio, che aspettano i tre fuori dalla chiesa. Andrea ed Elena riescono a sposarsi in tutta fretta e dopo poco Iacopo inizia a sparare verso la chiesa. Il Lupo dice ad Andrea di mettersi in salvo e gli rivela che la cicatrice che ha sul fianco è lo stemma dei Principi Marsili e che lo ha riconosciuto perché è lui che l'ha lasciato una notte davanti alla porta di Giovanna molti anni prima, dopo averlo trovato nella palude. Andrea torna in chiesa a prendere Elena, mentre il Lupo rimane a fronteggiare Lucio e Iacopo. Dopo essere stato colpito al petto(forse non al cuore), chiede a Lucio di finirlo. L'uomo sta per sparare al suo rivale, ma rimette a posto la pistola, essendo ora innamorato di Luisa e non più della defunta Giulia, come il Lupo. All'improvviso un colpo alle spalle, sparato da Iacopo, colpisce il Lupo alla schiena e lo uccide. Elena e Andrea sposati scappano, mentre Lucio guarda il corpo esanime del Lupo e dice: "La Maremma non sarà più la stessa senza di te".
- Ascolti Italia: Telespettatori 6.374.000 - share 22,30%[5]

## Sesto episodio
- Diretto da:
- Scritto da:

### Trama
Elena e Andrea sono ancora in fuga, braccati da Iacopo, che non intende rinunciare alla sua vendetta. I due si addentrano nella palude e, benché Lucio, cerchi di dissuadere il padrone dall'entrarvi a sua volta, Iacopo continua da solo la sua folle caccia. Elena, intanto, capisce di aspettare un figlio da Andrea, che è entusiasta della notizia. Tuttavia, le condizioni della salute di Andrea si aggravano e il ragazzo si ammala di malaria. Nonostante la febbre alta, Elena e Andrea riescono a raggiungere il convento delle Suore Cieche di Santa Lucia.
Iacopo, nel frattempo, si reca assieme ai suoi sgherri all'Osteria del Tacca, dove offre da bere a tutti, per festeggiare il fatto che abbia ucciso il Lupo. Cerca, poi, di sedurre Maria, ma la ragazza viene protetta dal Dottor Tonali, ubriaco, che sferra un cazzotto in pieno viso a Iacopo. Il giovane reagisce, conciando il dottore molto male. Maria accompagna il dottore a casa e i due stanno per fare l'amore, quando Tonali capisce che è ancora troppo legato alla memoria della moglie e della figlia scomparse. Cade addormentato e Maria lo veglia tutta la notte, restandogli accanto. Il mattino dopo, si viene a sapere che il corpo del Lupo è stato rubato: i suoi compagni infatti gli hanno voluto dare una sepoltura degna di lui.
La salute di Andrea peggiora sempre di più ed Elena si reca al Convento a chiedere del Chinino per poterlo guarire. Qui, scopre un ritratto della Principessa Giulia e una suora le rivela che anche lei era incinta quando si rifugiò al Convento, tanti anni prima. Elena dà il Chinino ad Andrea. Il giovane, delirando per la febbre alta, dice che c'è qualcosa nella tomba con la croce bianca, che si trova proprio nel cimitero del Convento. Elena scopre nella tomba una gran quantità di banconote nuove di zecca, appartenenti allo Stato. Sono state messe lì dal parlamentare Duran, che le ha nascoste, dopo aver causato il crollo della Banca Tiberina con l'aiuto di alcuni complici.
Iacopo viene a sapere dal Tacca che Elena e Andrea si sono rifugiati nei pressi del Convento e parte alla ricerca dei due fuggiaschi. Andrea, che è finalmente guarito, guida Elena nella loro fuga, ma finiscono sopra un precipizio che dà sul mare. I due sono in trappola e vengono trovati da Iacopo, che spara ad Andrea. Il giovane, ferito, cade dal precipizio, mentre Elena grida disperata: non può sapere che Andrea verrà trovato dai suoi compagni briganti che lo porteranno dalla strega Miranda, per guarirlo. Il Capitano Giachieri, intanto, trova nella palude i resti di una giovane donna, che si rivelerà essere la Principessa Giulia, uccisa vent'anni prima da un colpo di pistola e seppellita nella palude.
Elena viene riportata alla Roccaccia, dove è tenuta prigioniera dalla sorella e da Lucio. Da essere una sorella maggiore buona e premurosa(perché badò anche ad Elena appena nata, quando la loro mamma morì di parto) Luisa si rivela essere (già dalla morte del padre) una spietata aguzzina verso la sorella minore. Infatti, vuole portarle via il bambino, spinta dall'irrefrenabile desiderio di diventare madre. Iacopo va a trovare Elena, chiusa nella sua stanza, e le dice che solo lui può aiutarla, ora che Andrea è morto. La ragazza lo disprezza e gli dice che il bambino che aspetta non sarà mai figlio adottivo suo e che preferisce morire piuttosto che scappare con lui. Andrea, intanto, è riuscito a salvarsi e grazie a Miranda sta recuperando le forze. Frattanto, Luisa, preoccupata che qualcuno possa sentire le urla disperate di Elena, rinchiude la sorella nelle segrete della Roccaccia, dove era stata tenuta prigioniera Giulia vent'anni prima.
- Ascolti Italia: Telespettatori 6.316.000 - share 23,79%[6]

## Settimo episodio
- Diretto da:
- Scritto da:

### Trama
Luisa è decisa a portare via il bambino di Elena a tutti i costi. Per non far trovare Elena a nessuno, lei e Lucio mettono in scena la finta morte di Elena: affidano a Fumetta il compito di uccidere Maria, scelta tra molte prostitute dell'Osteria del Tacca, e di decapitarla. La vestiranno poi con un abito di Elena e le metteranno nelle mani la sua collana. La farsa ha pieno successo e Luisa recita perfettamente la parte della sorella distrutta e devastata dal dolore. Intanto, il parlamentare Duran(che ha truffato anche i Vincenzi) viene ucciso da Lucio, reo di aver nascosto i soldi della truffa. Iacopo cerca ancora di convincere Elena ad andarsene con lui, ma la ragazza rifiuta e cerca il passaggio segreto che Giulia usò per scappare dalle segrete. Andrea, ormai in forze, torna a Montebuono dove viene a sapere da Zifolo della morte di Elena. Pieno di rabbia, si reca all'Osteria del Tacca e spara a Fumetta, che gli rivela, prima di morire, che Elena non è morta davvero, che si trova prigioniera alla Roccaccia e che il corpo seppellito al cimitero era quello della povera Maria, vendutagli dal Tacca ed uccisa con l'aiuto di Lucio e Luisa. A queste parole, dopo la morte di Fumetta e dopo aver visto la testa di Maria nella salamoia vicino alle botti del vino, tutta Montebuono si scaglia sul Tacca e sulla moglie, uccidendoli dopo averli picchiati a sangue, essendo tutti legati alla bella Maria, e poi vanno a cercare Lucio e Luisa.
Andrea va alla Roccaccia, deciso a liberare Elena. Incontra Iacopo e, dopo un breve scontro fra i due, il giovane Vincenzi gli rivela dove la contessina è tenuta nascosta. Con Iacopo alle calcagna, Andrea giunge nelle segrete. Elena è riuscita a trovare il passaggio segreto di Giulia, da dove scappa assieme ad Andrea. Iacopo continua a seguirli e i fuggitivi, usciti dalle segrete, si dirigono al convento di Santa Lucia. Elena confida ad Andrea ciò che ha scoperto e cioè che lui è figlio di Giulia Marsili ed è stato trovato dal Lupo nella palude, il quale, non volendo uccidere il figlio della donna che amava e non volendolo educare come brigante, lo lasciò segretamente da Giovanna, forse una sua ex-amica buona ed onesta quando erano entrambi contadini. Giunti al Convento, Andrea si prepara a scontrarsi con Iacopo.
Elena nel convento esamina nuovamente il ritratto della Principessa Giulia. Si accorge che una parte è coperta da uno strato di polvere nera e pulendolo vede che Giulia ha in braccio non uno ma ben due bambini. Qui incontra un frate, che le confessa di essere stato innamorato di Giulia, prima di Lucio e del Lupo, e che lei dette alla luce due gemelli, i suoi figli. Elena capisce chi sono i due bambini ritratti e corre a fermare Andrea. Il giovane sta per uccidere Iacopo, ma la ragazza gli intima di fermarsi, poiché sta per uccidere suo fratello. Andrea apre la camicia di Iacopo e vede che anche lui ha la stessa cicatrice con lo stemma dei Marsili. Si scopre così che Giulia ebbe due figli, ma fu fatta uccidere da Achille Vincenzi(ciò che c'era tra lui e il parlamentare Duran), il quale, dalla moglie che più in là era morta, non poteva avere figli come eredi ed aspirava al comando su tutte le terre circostanti. Uno dei due bambini, Iacopo, fu portato alla Roccaccia come erede di Achille, mentre l'altro, Andrea, doveva morire nella palude assieme alla madre seppellita, ma il Lupo lo trovò e lo portò da Giovanna. Andrea, sconvolto, lascia andare Iacopo, che scappa. Giachieri, vedendo l'amore dei due giovani, lascia Elena ad Andrea, dice che l'omicidio del padre Giardini era legato alla suocera Giulia e poi si mette sulle tracce di Iacopo per arrestarlo(scoperta la verità sull'omicidio di Achille, tramite lettera della defunta Maria,già un po' prima).
Nel frattempo, Lucio e Luisa(che è ritenuta sterile,ma vuole andare via con l'amante Lucio),sfuggendo alla folla inferocita che vuole giustizia per Maria e che è in favore di Elena ed Andrea, partono da Montebuono. Prendono i soldi che il parlamentare aveva nascosto nel convento e scappano, dopo aver ucciso, per il denaro, anche la moglie dell'ingegnere Hoffman ed amante avara di Duran, Vittoria. Attraversando la palude, per non farsi scorgere da Giachieri, Lucio capisce che stanno portando troppo peso per le sabbie mobili vicine e dice a Luisa di sbarazzarsi di alcuni soldi e di un po' d'oro. Lei rifiuta e spara a Lucio. Cerca poi di scappare da sola sull'acqua profonda, ma il suo cavallo, come quello di Lucio, affonda nella palude con troppe sabbie mobili ed allontanandosi inghiottito, il denaro viene perduto e Luisa cade in acqua dalla sella, affogando nella melma alta sottostante ed in mezzo ai ratti di palude. Dopodiché di lei non si saprà più niente, mentre Lucio riesce a salvarsi e va a rifugiarsi nel Grifalco, il vecchio nascondiglio del Lupo, ferito gravemente e quindi solo per cercare un posto per dormire, ma soffrendo eternamente con il pianto, perché se scende in paese, per la ferita, lo arrestano. La ferrovia viene costruita in modo onesto collegando la Maremma a qualsiasi città e non facendola più essere una terra ribelle dura, anche se emozionante, mentre l'ormai da poco e facilmente istruito e colto Andrea, che è diventato ufficialmente un Marsili da parte del nonno Principe, ed Elena vanno ad abitare alla Roccaccia, sposati ed attendendo anche il loro primo figlio o figlia Marsili. Inoltre, adottano con Tonali anche Zifolo che ora è una femmina ufficialmente e si chiama Chiara. Elena durante una festa incontra il frate, ovvero il vero padre di Andrea e Iacopo, che le chiede di non raccontare a nessuno la sua vera identità. Le confida che sta andando dal figlio che ha davvero bisogno di lui. Iacopo, infatti, si è imbarcato su una nave solitaria verso il Sudamerica, senza soldi e bandito, per sfuggire al capitano Giachieri e all'ergastolo.
- Ascolti Italia: Telespettatori 7.241.000 - share 24,62%[7]